# UFC Fight Night: Jędrzejczyk vs. Waterson
UFC Fight Night: Jędrzejczyk vs. Waterson (även UFC Fight Night 161 eller UFC on ESPN+ 19), är en kommande MMA-gala som arrangeras av UFC och äger rum 12 oktober 2019 i Tampa, FL, USA.

## Bakgrund
En match i damernas stråvikt mellan före detta UFC-mästarinnan Joanna Jędrzejczyk och före detta Invicta FC-mästarinnan i atomvikt Michelle Waterson är tänkt att vara galans huvudmatch. UFC Fight Night: Jędrzejczyk vs. Waterson är den tredje galan UFC anordrar i Tampa, och den andra gången en anordnas vid Amalie Arena. Första gången var vid UFC on Fox: Teixeira vs. Evans 16 april 2016.

### Viktproblemsrykten
Den 9 oktober rapporterade MMAmania att Jędrzejczyk meddelat UFC att hon inte kommer kunna klara vikten. Waterson har nekat till att göra om matchen till en catchvikt. På grund av dessa två faktorer håller UFC på att titta på alternativa lösningar som ny huvudmatch till galan. Per den 9 oktober är det ännu oklart vad som kommer bli galans huvudmatch.
Efter att Waterson vägrat ändra förutsättningarna för matchen och gå med på en catchviktmatch meddelade Jędrzejczyk via sitt instagramkonto att hon bestämt sig för att jobba på att klara vikten vid invägningen fredag 11 oktober trots allt.
Oavsett vad som gällde och om det förelåg problem så vägde Jędrzejczyk in på 115,5 lb, alltså inom felmarginalen för matchtypen. Huvudmatchen kvarstod.

### Ändringar
UFC-nykomlingen Brok Weaver skulle mött Thomas Gifford, men Weaver ströks från kortet av okänd anledning 6 oktober. UFC har per den 7 oktober inte meddelat om Gifford ligger kvar på kortet eller om matchen bokas om till ett senare tillfälle. Mike Davis tog matchen på fyra dagars varsel, klarade vikten och mötte därför Thomas Gifford i lättviktsklassen.
En mellanviktsmatch mellan Andrew Sanchez och Marvin Vettori var ursprungligen bokad till UFC Fight Night: Cerrone vs. Gaethje 14 september 2019. Matchen ströks dock då Sanchez tvingades lämna återbud veckan innan matchen på grund av en ögoninfektion. Matchingen fick vara kvar och matchen bokades om till den här galan istället.

### Invägning
Vid invägningen UFC streamade live på Youtube vägde utövarna följande:

## Bonusar
Följande MMA-utövare fick bonusar om 50 000 USD:
- Fight of the Night: Cub Swanson vs. Kron Gracie
- Performance of the Night: Niko Price och Marlon Vera